# Función de proceso
Una función de proceso (o magnitud de proceso) es una magnitud física que describe la transición de un sistema entre dos estados de equilibrio. Como ejemplos, el trabajo mecánico y el calor son magnitudes de proceso ya que describen cuantitativamente la transición entre estados de equilibrio de sistemas  termodinámicos.
En un proceso reversible no es sólo función de los estados inicial y final, sino también de los sucesivos estados intermedios por los que va pasando el sistema (si el proceso no fuera reversible habría que especificar con detalle cómo se va realizando).